# Chassi

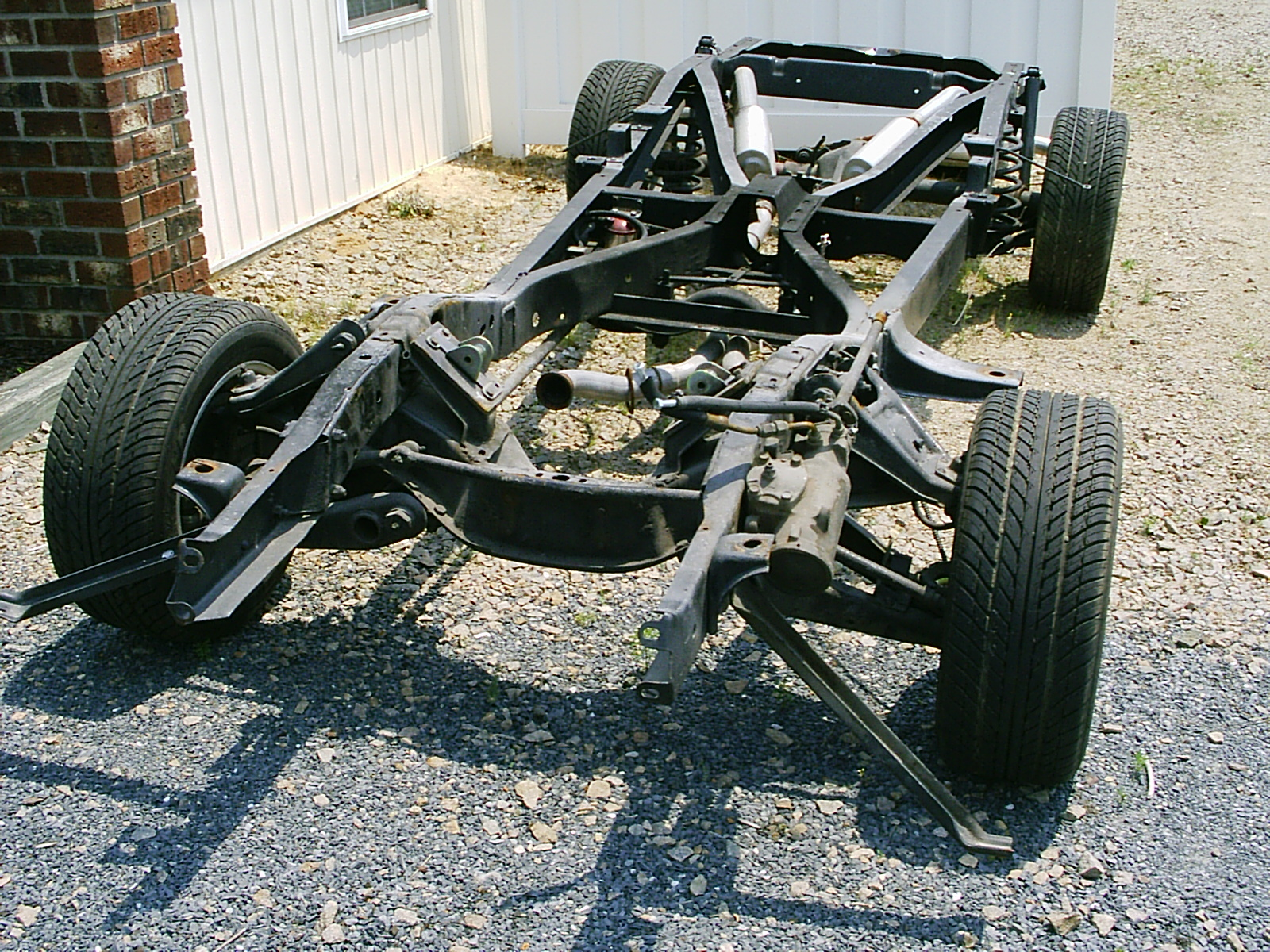
Exemplo de chassi

Chassi (do francês chassis) é a estrutura de suporte de carga de um objeto artificial, que suporta estruturalmente o objeto em sua construção e função. Pode ser feito de aço, alumínio, ou qualquer outro material rígido. A sua aplicação mais conhecida é em veículos, para sustentar os sistemas embarcados, mas também é utilizado para designar toda a estrutura de suporte de outros equipamentos, como computadores, televisores, colheitadeiras, etc.
Veículos como camiões, motociclos, autocarros, automóveis, karts, entre outros, têm a sua carroçarias montadas sobre o chassi. Alguns veículos têm os seus sistemas embarcados montados diretamente na carroçaria e, neste caso, é utilizado o termo monobloco para designar este tipo de estrutura de suporte. Alguns dos componentes que são acoplados ao chassi são o motor, sistema de freios, caixa de marcha, dentre outros. Em português, a palavra chassi é usada no singular e chassis no plural. Existe também a forma chassis, um substantivo masculino de dois números.

## Número de Identificação do Veículo
"Chassi" também é o nome que se dá ao Número de Identificação do Veículo (NIV) ou Vehicle Identification Number (VIN), composto por 17 caracteres alfanuméricos que identificam os veículos automotores em geral.